# Dénomination de Dieu dans le judaïsme
 (février 2025).
La mise en forme du texte ne suit pas les recommandations de Wikipédia : il faut le « wikifier ».
Les points d'amélioration suivants sont les cas les plus fréquents. Le détail des points à revoir est peut-être précisé sur la page de discussion.
- Les titres sont pré-formatés par le logiciel. Ils ne sont ni en capitales, ni en gras.
- Le texte ne doit pas être écrit en capitales (les noms de famille non plus), ni en gras, ni en italique, ni en « petit »…
- Le gras n'est utilisé que pour surligner le titre de l'article dans l'introduction, une seule fois.
- L'italique est rarement utilisé : mots en langue étrangère, titres d'œuvres, noms de bateaux, etc.
- Les citations ne sont pas en italique mais en corps de texte normal. Elles sont entourées par des guillemets français : « et ».
- Les listes à puces sont à éviter, des paragraphes rédigés étant largement préférés. Les tableaux sont à réserver à la présentation de données structurées (résultats, etc.).
- Les appels de note de bas de page (petits chiffres en exposant, introduits par l'outil «  Source ») sont à placer entre la fin de phrase et le point final[comme ça].
- Les liens internes (vers d'autres articles de Wikipédia) sont à choisir avec parcimonie. Créez des liens vers des articles approfondissant le sujet. Les termes génériques sans rapport avec le sujet sont à éviter, ainsi que les répétitions de liens vers un même terme.
- Les liens externes sont à placer uniquement dans une section « Liens externes », à la fin de l'article. Ces liens sont à choisir avec parcimonie suivant les règles définies. Si un lien sert de source à l'article, son insertion dans le texte est à faire par les notes de bas de page.
- La présentation des références doit suivre les conventions bibliographiques. Il est recommandé d'utiliser les modèles {{Ouvrage}}, {{Chapitre}}, {{Article}}, {{Lien web}} et/ou {{Bibliographie}}. Le mode d'édition visuel peut mettre en forme automatiquement les références.
- Insérer une infobox (cadre d'informations à droite) n'est pas obligatoire pour parachever la mise en page.

Pour une aide détaillée, merci de consulter Aide:Wikification.
Si vous pensez que ces points ont été résolus, vous pouvez retirer ce bandeau et améliorer la mise en forme d'un autre article.
La dénomination de Dieu dans le judaïsme se fait par le nom de quatre lettres, YHWH, qui le désigne le plus souvent dans la Torah, mais aussi par de nombreuses métonymies qualifiant les attributs et qualités divines, car le Tétragramme est réputé ineffable en raison du Troisième Commandement : « Tu n’invoqueras pas le nom YHWH ton Dieu en vain » (Ex 20:7).
La tradition juive considère sept de ces noms comme sacrés, devant faire l’objet de règles précises de transcription par les scribes et ne pouvant, une fois écrits, être effacés. Pour l’école de pensée juive qui considère que rien ne peut en définitive être dit de Dieu, ces différentes appellations font référence aux différents rapports de Dieu avec l'homme, au contexte dans lequel on se réfère à YHWH, aux différents aspects qu'on veut mettre en évidence.
La critique académique, et en particulier l’hypothèse documentaire ou ses dérivées, voient derrière cette multiplicité de noms une multiplicité de sources ou de dieux dans l’Israël antique que les auteurs de la Bible se seraient employés à oblitérer.

## Les noms de Dieu dans la Bible hébraïque
Les premiers et principaux noms de Dieu apparaissant dans la Bible hébraïque sont Elohim, en Genèse 1:1, et YHWH (hébreu : י-ה-ו-ה), en Genèse 2:4.

### Noms en ʾEl
El (hébreu : אֵל) est un terme sémitique ancien, construit sur la racine ʾ-L, et se retrouvant dans l’ilū akkadien, l’El ou Il ougaritique et l’ʾIlāh arabe ; il dénote la puissance (cf. Genèse 31:29 : yesh lè-el yadi « Il est au pouvoir de ma main de vous faire du mal ») et, par extension, la divinité. Contrairement aux textes ougaritiques où El est le nom du dieu suprême de leur panthéon, la Bible emploie le plus souvent el comme nom commun pour « un dieu », tant le dieu (Psaumes 18:31, 33 & 48 ; 57:3) qu’« un dieu étrange » (Psaumes 44:21 ; 81:10) ou « étranger » (Deutéronome 32:12 ; Malachie 2:11) voire « les dieux » (Exode 15:11). Lorsqu’El est employé seul, il s’agit donc le plus souvent d’un terme générique pour mettre par exemple le divin et l’humain en contraste (Nombres 23:19 ; Isaïe 31:3 ; Ézéchiel 28:9 ; Osée 11:9 ; Job 25:4) ; il ne désigne que rarement, et le plus souvent dans les livres et passages poétiques, le Dieu d’Israël (Genèse 33:20 « El, l’Elohim d’Israël » & Psaumes 146:5). En revanche, à l’état construit, c’est-à-dire modifié par une épithète ou combiné à un autre titre, il est préféré à Elohim et il en est de même lorsqu’il apparaît comme élément de noms théophores (Elihou, Eliyahou, Elkana et Ishmaël, Israël, Samuel, Emmanuel).

#### Eloha et Elohim
Eloha (hébreu : אֱלוֹהַּ) et Elohim (hébreu : אֱלֹהִים) sont une forme allongée d’El. Certains considèrent Elohim comme la forme plurielle d’Eloha mais selon d’autres, Eloha serait la forme « particulière » d’Elohim, lequel serait le pluriel d’El avec intercalation d’un he,.
Eloha apparaît une soixantaine de fois dans la Bible hébraïque, généralement dans ses textes poétiques, la plupart des occurrences se trouvant dans le livre de Job. À l’exception de quelques occurrences dans le livre de Daniel et dans les Chroniques, il désigne généralement le Dieu d’Israël. Elohim est au contraire l’un des noms divins les plus courants, apparaissant plus de deux mille fois. Il semble, à l’instar d’El, être un nom générique et polysémique qui, s’il désigne le plus souvent l’Elohim d’Israël, est également employé pour des dieux païens (Exode 12:12, 18:11, 20:3 etc.) voire une déesse (I Rois 11:5) ou des hommes considérés comme supérieurs (Exode 4:16, I Samuel 28:13, Zacharie 12:8).

#### El Elyôn
El Elyôn (« Dieu Très-Haut ») est l’un des premiers noms divins rencontrés dans le Livre de la Genèse.

### Noms dérivés du Tétragramme
- Élie (Eliyahou) : el (Dieu) et Yah (Jah en français, diminutif de Yahvé ou Jéhovah) signifie donc « Mon Dieu est Jah »
- Hanania, Ananias (Hananyahou) : hanan (la compassion, la faveur) et Yah signifie donc « La compassion, la faveur de Jah »
- Jean du vieux français Jehan, dérivé de Johan de l’hébreu Yohan lui même dérivé de Yehohanan (ou jéhohanan en français) : Yeho (diminutif de Jéhovah ou Yahvé) et hanan (la compassion, la faveur) signifie donc « Jéhovah, ou Yahvé, a témoigné de la faveur, a été compatissant »

## Liste des noms de Dieu

### LeTétragramme (YHWH)
Le nom le plus important de Dieu dans le judaïsme est le Tétragramme, le nom à quatre lettres de Dieu, Youd-Heh-Waw-Heh, יהוה (l'hébreu se lisant de droite à gauche). Il apparaît dans le second chapitre de Genèse (ou, selon certains, à la fin du premier en notarikon : Yom Hashishi Vaykhoulou Hashamaïm—le sixième jour. Furent achevés les cieux) et est habituellement rendu par « le Seigneur ». Le judaïsme interdisant de prononcer ce nom en dehors de l'enceinte du Temple, la prononciation correcte du nom fut perdue — l'hébreu n'utilisant pas de voyelles. Si certains biblistes pensent qu'il se prononçait Yahweh, l'hébraïste Joel M. Hoffman suggère qu'il n'eut jamais de prononciation. En effet, certains textes antiques, notamment les Manuscrits de Qumran, portent le Tétragramme en caractères paléo-hébraïques, contrastant avec le reste du texte, écrit en caractères carrés, et on pense que, même à cette période, on le lisait Adonaï, « Mon Seigneur ».
Il s'agit du cas le plus connu de qeri-ketiv (« lu-écrit », différence flagrante entre l'écrit et la prononciation), YHWH se lisant Adonaï. Le plus souvent, les religieux disent « Le Nom » (haShem) pour éviter de prononcer ce qui selon eux est interdit : « le nom de Dieu ».
YHWH contenant les lettres de WeHaYaH, HoWeH, YHYeH (le Waw et le Yod étant interchangeables) : Il fut, Il est, Il sera. En un mot, l'Éternel.

Selon une autre tradition, YHWH serait la troisième personne du singulier de la forme imparfaite du verbe être — YHWH signifierait donc « Dieu est », « Dieu sera », ou peut-être « Dieu est », au sens de vit. Cette tradition s'accorde avec le fait que, dans le verset Ex 3,14, Dieu parle, se référant à lui-même à la première personne - « Je Suis ». Le Tétragramme signifierait alors « Lui qui Est par Lui-même », ou simplement « Lui qui Est », le principe d'existence étant étranger à la pensée juive classique. YHWH serait donc l'expression de la conception hébraïque du monothéisme : Dieu Est par Lui-même, Créateur incréé dont l'Existence (ou l'Essence) ne dépend de rien ni personne d'autre, et sa réponse à Moïse, Je suis Celui que Je suis ou Je serai Celui qui sera (Ehye asher Ehye) serait la définition de Dieu par Lui-même.

Une hypothèse, savante et non traditionnelle, est rapportée par Martin Buber dans son Moïse : YHWH serait une emphase de la troisième personne du singulier, Hou en hébreu -- « Ô Lui », Ya Hou, le Wah (Ya HouWah) étant une emphase de majesté.
L'idée de vie a été liée au Tétragramme depuis le Haut Moyen Âge. Dieu est présenté comme le « Dieu vivant », ce qui ne signifie pas qu'« Il vit comme nous », mais qu'Il est non-mort, par opposition aux divinités païennes, sans vie et inanimées.
Dieu, sous son nom en quatre lettres, est présenté dans la Bible elle-même comme la source et l'auteur de la vie.
Recomposé en français comme Yahweh (plus rarement Yawho ou Yawha), parfois Jéhovah, le Tétragramme est vraisemblablement à l'origine du Yao des gnostiques et, peut-être, du dieu Yaw mentionné dans les sources ugaritiques. En effet, si on suppose que les lettres Heh (H) du Tétragramme servent d'augmentation sacrée au nom divin, comme le Heh d'Abram devenant AbraHam et de Saraï devenant SaraH, l'association devient évidente. Et, bien que le Heh final de YHWH ait sûrement été muet en hébreu classique, le Heh entre le Yod et le Waw était, lui, presque certainement prononcé.

#### Verbaliser le Tétragramme

Le Tétragramme en phénicien (1100 AEC - 300 EC), Paléo-hébraïque (1000 AEC vers le début de l'EC) et en écriture hébraïque moderne (carrée).

L'interdiction de blasphémer, c'est-à-dire de prononcer le nom de Dieu en vain, crime passible de la peine capitale dans la loi juive, ne se rapporte qu'au Tétragramme (traité Soferim iv.; cf. Sanh. 66a).

Tous les courants actuels du judaïsme enseignent que le Tétragramme, nom de Dieu en quatre lettres, ne peut être prononcé que par le Grand Prêtre dans le Temple. Selon une tradition, celui-ci ne le prononçait généralement qu'à Yom Kippour, et l'orchestre liturgique jouait plus fort à ce moment, de sorte que le Grand Prêtre ne soit pas entendu.
Le Temple de Jérusalem ayant été détruit, ce nom n'est jamais prononcé par les Juifs lors de rituels religieux, ni lors de conversations privées. Certains Juifs réformés le prononcent parfois, à titre éducatif uniquement, et avec grand respect.
Dans la prière, le Tétragramme est remplacé par «אֲדֹנָי» Adonaï, et dans la conversation courante par Hashem.
Certains passages bibliques, comme Rt 2,4, tendent tout de même à indiquer que, fut un temps où ce nom était d'usage courant. De même, le fait que beaucoup de noms hébraïques comportent une partie des lettres du Tétragramme, mais pas toutes, sauf «יְהוּדָה» Yehoudah (YHWDH), suggère que les gens connaissaient la verbalisation du Tétragramme, afin de pouvoir établir la connexion avec ces noms.
Dans certains médias[Lesquelles ?] de la Bible, comme la bande dessinée ou le cinéma, le Tétragramme est remplacé par « le SEIGNEUR ».
Certains rabbins pensent[Qui ?] également que Sabbataï Tsevi recruta ses premiers disciples en leur « révélant » la verbalisation du Tétragramme.

##### Hashem/Hadavar
La Loi juive, se basant sur une sentence talmudique (Pirke Avot 1:1), établit des « haies » autour de la Torah, c'est-à-dire des règles secondaires afin d'éloigner le risque de transgresser les règles primaires.
C'est pourquoi le terme Adonaï lui-même n'est employé qu'au cours de la prière. Lors des conversations, on s'y référera comme HaShem, « Le Nom »(voir Lévitique 24:11) ou Schem-hamephorash, « Le Nom dévoilé ». 
Beaucoup de Juifs pratiquants poussent le scrupule à étendre cette interdiction à la plupart des noms listés ci-dessous, et certains les assortissent d'un k (kel pour El, elokim pour Elohim, ...) en dehors de l'usage religieux. Cet usage est toutefois vivement critiqué par certaines autorités rabbiniques, surtout sépharades, comme le Rav Messas zatsa'l, qui rapprochent ces kel de lekalkel (« détruire », en hébreu).

C'est dans le même esprit que beaucoup de Juifs préféreront écrire D.ieu, D-ieu, D'ieu ou D.eu que « Dieu » car, bien que cette traduction n'ait rien de sacré à première vue, elle se réfère à Lui, et acquiert une valeur par là même. Là aussi, cette pratique n'est pas du goût de tout le monde, et le Rav Shlomo Ganzfried (ashkénaze), estime qu'aucun des noms de Dieu ne devrait être effacé, tronqué ou déformé, même en traduction. D'autres penseurs et philosophes considèrent qu'il est inutile de considérer le substantif français Dieu comme un terme divin de près ou de loin étant donné que son étymologie provient du latin dies qui désigne le jour. Or, le jour ne peut être considéré comme une divinité pour le judaïsme. Dies signifie donc le jour mais il désigne aussi l'ancien Zeus des Grecs, c'est donc une divinité païenne, si par respect, l'on écrit D... ainsi en pensant évoquer Le Maître du monde, c'est selon Ariane Kalfa, philosophe du judaïsme et psychanalyste, une grave erreur, car l'on respecte par là-même Zeus et Dies, au lieu de verser dans le monothéisme dont les juifs sont les premiers héritiers.
Hadavar (hébreu : הדבר), signifiant « la Parole » (le « verbe ») ou « l'occurrence qu'on ne peut décrire », est d'un usage équivalent, surtout aux États-Unis.

### Autres noms de Dieu (par ordre alphabétique)

#### Adonaï
Adonaï (Hébreu : אֲדֹנָי), est la forme plurielle d'Adon, un terme qui signifie « mon maître », Bien que pluriel, Adonaï se conjugue au singulier (voir aussi le pluriel Elohim). La forme singulière, Adoni «אֲדֹנִי» (« mon maître »), n'est jamais utilisée dans la Bible pour se référer à Dieu. Elle était par contre en usage chez les Phéniciens pour leur dieu Tammouz, et est à l'origine du nom grec d'Adonis. Les Juifs n'utilisent le singulier que pour se référer à une personne éminente ou, en hébreu moderne, comme équivalent de monsieur. On peut y voir une évolution analogue au français, de monseigneur à monsieur.
Pour les critiques, Adonaï et d'autres noms pourraient être écrits au pluriel afin de mettre en exergue que ce Dieu « Un » englobe toutes les divinités qu'auraient adorées les ancêtres des Israélites ainsi que les peuplades avoisinantes. C'est un raisonnement analogue mais d'origine et à finalité différentes que tenait le rabbin Léon Ashkénasi lorsqu'il parlait de « Lui-les dieux », Lui qui représente toutes les divinités que les hommes auraient pu imaginer, mais dont les Israélites ne se sont jamais détournés, voir le dialogue d'Abraham avec Melchisédek.
La prononciation du Tétragramme étant interdite depuis que le Temple de Jérusalem a été détruit, les Juifs s'adressent à Lui par Adonaï dans leurs prières, et dans la vie de tous les jours, HaShem (Le Nom). Lorsque les Massorètes ajoutèrent la ponctuation (nikkoud) au texte de la Bible hébraïque au Ier siècle, ils donnèrent au Tétragramme les voyelles d'Adonaï, afin de rappeler au lecteur qu'il faut le lire Adonaï (ce procédé est appelé keri-ketiv). Les traducteurs sépharades de la Bible de Ferrare vont encore plus loin, en substituant un simple A. à Adonaï.

#### Ehyeh Acher Ehyeh
Ehyeh Acher Ehyeh (Hébreu: אֶֽהְיֶ֖ה אֲשֶׁ֣ר אֶֽהְיֶ֑ה) : telle est la réponse que fait Dieu à Moïse, lorsque celui-ci lui demande quel est son nom, celui qu'il devra donner aux enfants d'Israël qui ne manqueront pas de le lui demander (Exode 3:14).
Ehyeh est la première personne singulier de la forme imparfaite, aussi appelée la forme inaccomplie (à ne pas confondre avec la forme accomplie Haya, utilisée en hébreu moderne pour rendre le passé et notamment l'imparfait). Ehyeh dénote de la puissance divine en cours de réalisation, dans le présent et le futur immédiat, c'est-à-dire comme advenir. 
Certaines autorités l'interprètent comme « Je Serai celui qui Sera (près de Son peuple) » ou « Je Serai car Je Serai », en se basant sur le verset voisin (Ex 3,12) « Je Serai [ehyeh] avec toi », auquel ferait référence le second ehyeh.
D'autres pensent que cette phrase entière forme un seul nom. Le Targoum Onkelos et le Talmud (Baba Batra 73a) retranscrivent cette phrase sans la traduire. C'est sur cette base que la traduction la plus communément acceptée est « Je Suis qui Je Suis ». Une interprétation fréquente est aussi « Je serai qui Je serai », mais on pourrait tout aussi bien la traduire par « J'adviens tel que J'adviens ».
Le Tétragramme lui-même pourrait dériver de cette racine verbale.

#### Elohim(et Eloah)
Elohim (Hébreu : אֱלֹהִים) est le nom le plus couramment utilisé de Dieu dans la Bible hébraïque, et le premier à y apparaître (Gn 1,1). Contrairement aux autres noms mentionnés dans cet article, il est aussi utilisé pour désigner les divinités des autres religions (ex : Ex 9,1, Ex 12,12, Ex 20,3).
Très vite, le nom complet de l'Eternel est marqué dans Génèse 2:4. "Génèse 2:4. Voilà les enfantements des ciels et de la terre en leur création,au jour de faire IHVH-Adonaï Elohîms terre et ciels." (Traduction Nathan Chouraqui)
En dépit du -im, terminaison habituelle de nombreux pluriels en hébreu, le mot Elohim, lorsqu'il se réfère au Dieu d'Israël, est grammaticalement singulier, le verbe qui le suit l'étant aussi. Les critiques y voient un indice d'un polythéisme originel, ne manquant pas de souligner, par exemple, que le verset Gn 1,25 porte le pluriel, comme le verset Ex 20,2, qui parle des elohim des nations. Joël M. Hoffman suggère qu’אֱלֹהִים dérive d'אֵילִם, « elim » (dieux), avec un heh inséré à dessein.1 
Toutefois, l'hébreu admet l'existence de mots exclusivement pluriels (de forme), comme Behemoth ou, en hébreu moderne, be'alim (« propriétaire »), qui se conjuguent au singulier malgré leur apparence.
Pour les savants juifs et chrétiens, ce pluriel apparent n'a jamais posé de problème : à propos du fameux verset Gen. 1:25, un midrash rapporté par Rachi met en scène Moïse attirant l'attention de Dieu sur le fait que les adversaires du monothéisme pourraient en tirer quelque argument. « Écris!, lui est-il répondu, ceux qui veulent errer erreront ».
- Beaucoup y voient non pas un nom, mais un attribut (l'Elohim, le Tétragramme qui Est Elohim). Le Ramban rapporte une tradition expliquant Elohim comme El hem, « Puissance d'eux », c'est-à-dire Puissance de tout et tous, sur tout et tous ou, simplement, le Tout-puissant.
- D'autres interprètent le -im comme l'expression de la majesté (pluralis majestatis) ou de l'excellence (pluralis excellentiae), marque de grandeur et de dignité. Cf. l'usage similaire du pluriel pour ba'al (maître) et adon (seigneur). Cette position traditionnelle a été révisée par les exégètes chrétiens modernes, qui considèrent cette interprétation comme fallacieuse : pour eux, l'usage du pluriel de majesté n'est venu que bien plus tard. Selon Richard Toporoski, une autorité en matière de classiques, il apparaît pour la première fois sous Dioclétien (284-305 EC)²[source insuffisante]. Gesenius écrit dans sa Grammaire hébraïque ³ que :

« Les grammairiens Juifs appellent ces pluriels … plur. virium ou virtutum; les grammairiens plus tardifs les nomment plur. excellentiae, magnitudinis, ou plur. maiestaticus.Ce nom a été suggéré par le Nous utilisé par les rois parlant d'eux-mêmes. (cf.  10,19 et  11,31); et le pluriel utilisé par Dieu dans Gn 1,26 et  11,;7;  6,8 a également été incorrectement interprété de la sorte. Il est cependant soit communicatif (incluant les anges présents, ce qui est le cas d'Isaïe 6:8 et Gen. 3:22), soit, selon d'autres, une indication de la plénitude de force et pouvoir implicite. 
La meilleure explication est celle d'un pluriel d'auto-délibération. 
L'utilisation d'un pluriel comme marque de respect est assez étrangère à l'hébreu. »

- Dans la perspective chrétienne, ce nom au pluriel mais toujours associé à un verbe au singulier, transcrit en mots humains la plénitude de Dieu, être unique composé de trois « personnes » ou hypostases : Dieu-le Père, Dieu-le Fils (Jésus), Dieu-l'Esprit saint. À noter que cette conception des trois personnes de la divinité se trouve présentée dès le troisième mot de la Bible « Berechit bara Elohim (...) » = litt : « En un commencement, Dieux créa (...) ».
- La forme plurielle -im peut également être comprise comme une dénotation d'abstraction, cf. en hébreu hayim (« vie ») ou betoulim (« virginité », mais peut aussi se comprendre comme signes de virginité). Dans ce sens, Elohim signifie « divinité » ou « déité ». Le mot hayim est assez similairement, syntaxiquement singulier lorsqu'il est utilisé comme nom, mais pluriel sinon.

La forme Eloah (אֱלוֹהַּ), qui peut sembler être la forme singulière d'Elohim) est beaucoup plus rare, utilisée dans des œuvres poétiques et prosaïques beaucoup plus tardives (41 occurrences dans le Livre de Job).
Le terme Eloah est utilisé en six endroits pour désigner des divinités étrangères (ex :  32,15 et Da 11,37-38). Il y désigne une divinité locale.
C'est sur cette base que certains pensent qu'Eloah est la forme non pas singulière, mais particulière d'« Elohim » : on peut dire de Lui qu'Il fut l'Eloah d'Abraham, l'Eloah d'Isaac, l'Eloah de Jacob à une époque où ils étaient les seuls à le penser, mais dès l'instant où une communauté comprend l'idée de Son existence, le terme d'Eloah devient impropre, car « si mon Dieu est effectivement mon Dieu, Il ne pourrait être le Dieu de quelqu'un d'autre ».
On retrouve l'équivalent d'Eloah en Arabe (Ilah, singulier - « un dieu », opposé à Allah - « le Dieu ») et en Araméen (Elaha).
La racine d'Elohim et Eloah est inconnue.
Selon les Sages juifs (cf. supra), ils dérivent de El, « puissance », ce qui expliquerait son emploi dans Ex 21,6 pour désigner des « juges et hommes puissants », et l'obscur chapitre 6 de Genèse, où il est question de « fils d'Elohim » : anges ou simples fils de puissants ? 
Une autre hypothèse les fait provenir d'un verbe apparenté à l'arabe alih (être égaré, effrayé, chercher refuge contre la peur) -- Eloah et Elohim signifieraient alors « Lui qui inspire la crainte et la révérence » ou « Lui en Qui l'on trouve refuge contre la peur ».
1Hoffman Joel M., 2004. In the Beginning: A Short History of the Hebrew Language NYU Press.
²R.Traduction à partir de Toporoski, « What was the origin of the royal « we » and why is it no longer used? », (Times of London, May 29, 2002. Ed. F1, p. 32)
³Traduction à partir de Gesenius' Hebrew Grammar (A. E. Cowley, ed., Oxford, 1976, p.398)

#### `Elyôn
Le nom `Elyôn (Hébreu: עֶלְיוֹן) est utilisé avec El, YHWH ou Elohim, rarement seul ( 14,14). Il est lui aussi utilisé dans les passages poétiques datant de la composition finale de la Bible. Le terme est encore utilisé en Hébreu moderne, et signifie « suprême », cf. « cour suprême ». 
Étymologiquement, le terme provient de עַל, « sur », « au-dessus de » -- עֶלְיוֹן en est la forme superlative, le Très-haut, le Plus-haut.
Les Phéniciens utilisaient un nom assez similaire pour Dieu, rendu en grec par Έλιον. Il est également apparenté à l'arabe `Aliyy.

#### Maqom
Maqom — littéralement, « le Lieu », cf. « Le monde est Son lieu » -- l'Omniprésent. Concept utilisé dans la notion de Tzimtzoum.

#### Shaddaï
El Shaddai, écrit aussi El Shadday, est traditionnellement traduit en « Dieu Tout-Puissant ». Le nom Shaddaï (Hébreu: שַׁדַּי), qui apparaît aussi bien en combinaison avec « El » qu'indépendamment de lui, est utilisé comme nom divin, particulièrement dans le Livre de Job.
De nombreuses hypothèses sont proposées pour expliquer l'origine de ce mot.

#### Shalom
On traduit généralement Shalom par paix (Hébreu: שלום). Bien que juste, le terme choisi est un peu limitatif. En réalité, ce mot, apparenté à shalem (שלם, plein), représente l'état atteint dans la plénitude, tel que rapporté par Isaïe : « Il forme la lumière, crée la ténèbre, et fait la shalom ». Il concilie les extrêmes et les opposés, qui vivent en bonne entente de Son fait.
C'est le Talmud (Shab. 10b) qui dit que « le nom de Dieu est 'Shalom' », en se basant sur  6,23. En conséquence, il est interdit, pour cause d'inconvenance, de saluer quelqu'un par shalom (qui est utilisé pour dire « bonjour » ou « au revoir », en hébreu moderne comme en hébreu biblique) en des lieux impurs, comme une salle de bain ou des latrines.
Si Shalom n'est pas tellement répandu comme prénom, il n'en va pas de même de Sh'lomo (שלמה, Salomon), littéralement Sa paix, faisant référence au Dieu de Shalom.

#### Shekhinah
La Shekhinah (Hébreu: שכינה, « La Présente », « La Résidente ») est la présence ou manifestation de Dieu descendue au sein de l'humanité. Ce terme, qui n'apparaît pas dans le Tanakh, fut utilisé par les rabbanim pour parler de la présence de Dieu ressentie dans le Tabernacle ou au sein du peuple d'Israël.

Des noms principaux de Dieu, c'est le seul qui soit féminin dans la grammaire hébraïque.

#### Yah
Le nom Yah (YH) est composé des deux premières lettres du Tétragramme. Selon certains, il s'agit d'une abréviation, selon d'autres d'une forme primitive du Tétragramme. C'est en tout cas ce nom qui est employé dans Alléluia (Hallelou Yah, Rendez louange à Yah).
Les religions rastafari et African Hebrew Israelites of Jerusalem, deux religions nationalistes noires originaires du continent américain, utilisent toutes deux le terme pour désigner Dieu, la première sous la graphie latine Jah, la seconde sous la graphie Yah.

#### YHWH Tzevaot (Cébaoth)
Les noms YHWH et Elohim s'accompagnent fréquemment du mot tzevaot (« armées », Hébreu: צבאות) : YHWH Elohei Tzevaot (« YHWH, Dieu des armées »), Elohei Tzevaot (« Dieu des armées »), Adonaï YHWH Tzevaot (« Seigneur YHWH des armées ») ou, le plus souvent mais improprement, YHWH Tzevaot (« YHWH des armées »). La translittération habituelle est Sabaoth en latin, Cébaoth en français.
Ce nom qui peut être rapproché du dieu Reshep (il se retrouve dans la littérature ougaritique dans l'expression ršp ṣb’i « Reshep, l’armée ») n'apparaît pas dans la Torah, ni dans Josué, ni dans Juges, mais il est souvent utilisé dans les livres prophétiques. 
Le sens premier de tzevaot se trouve dans  17,45, où il est interprété comme « le Dieu des armées d'Israël ». Le mot tzevaot isolé signifie toujours « armées » ou « groupes » [d'hommes armés] (voir Ex 6,26, Ex 7,4, Ex 12,41), alors que le singulier désigne souvent la multitude céleste (ou terrestre), cf Gen 2:4 : 'les cieux et la terre, et toutes leurs armées/multitudes. C'est donc au sens second qu'El Tzevaot a désigné Dieu comme le Maître des armées célestes (les anges), etc.
La translittération latine Sabaoth, ainsi que les grands motifs dorés de vigne sur les portes du temple construit par Hérode, induisit les Romains à identifier Sabaoth avec le dieu du vin Sabazios.

On retrouve également le nom Sabaoth associé à un demi-dieu dans les textes gnostiques de Bibliothèque de Nag Hammadi - Sabaoth le fils de Yaltabaoth.
Ces deux identifications, portant sur Sabaoth et non Tzevaot sont donc accidentelles et sans rapport avec ce nom.

#### Autres noms, formules ou dénominations de Dieu
Il s'agit soit d'usages moins fréquents, soit de noms peu mentionnés dans la Torah, soit encore de métonymies.
- Abir — Puissant.
- Adon Olam, Ribon Olam ou Ribbono shel Olam — Maître du monde.
- Aibishter (du yiddish אײבערשטער) — Le Plus Haut.
- Boreh — [le] Créateur.
- Avinou Malkeinou — Notre Père notre Roi.
- Melekh ha-Melakhim — Le Roi des rois.
- Ehiyeh ch'Ehiyeh — Je Suis ce que Je Suis : une forme hébraïque moderne de Ehyeh acher Ehyeh.
- Elohei Avraham, Elohei Yitzchak ve Elohei Ya`aqov — Dieu d'Abraham, Dieu d'Isaac, Dieu de Jacob.
- Magen Avraham — Protecteur d'Abraham.
- El haGuibor — Dieu le Puissant.
- Emet — Vérité.
- E'in Sof — Infini, plutôt utilisé par la Kabbale.
- Ro'è Israël — Berger d'Israël.
  - cf. * YHWH-Ra-ah — Le Seigneur mon Berger (Psaumes 23:1)
- HaKaddosh, Baroukh Hou — Le Saint, béni soit-Il.
- Kaddosh Israël — Saint d'Israël.
- YHWH-Yireh — Dieu pourvoira (Genèse 22:13, 14).
- YHWH-Rapha — Dieu guérisseur (Exode 15:26).
- YHWH-Niss'i — Dieu ma/notre bannière (Exode 17:8-15).
- YHWH-Shalom — Dieu [est] Paix (Juges 6:24).
- YHWH-Tsidkenou — Seigneur-notre Justice (Jérémie 23:6).
- YHWH-Shama — Dieu [Est] là (Ezéchiel 48:35).
- Tzour Israël — Roc d'Israël.

## Les miracles des noms divins
Il est écrit que les noms divins pouvaient être utilisés pour faire des miracles, si l'on connaît la combinaison. Selon Martin Buber, cette croyance était répandue dans le Proche-Orient avant le judaïsme, et particulièrement en Égypte antique.

### Usage dans la Kabbale
Le système cosmologique de la Kabbale explique la signification et l'importance des noms. L'un des plus importants est celui de Ein Sof אין סוף (« Sans fin »), qui est au-dessus des Sefirot.
Le nom à 42 lettres comporte les noms combinés de יהוה ,אדוני ,הויה
et אהיה.
Le nom à 45 lettres a une valeur équivalente au Tétragramme dont la valeur numérique est de 45 (יו"ד ה"א ו"ו ה"א).
Le nom à 72 lettres est basé sur trois versets d'Exode (Ex 14,19-21), qui commencent par « Vayissa », « Vayavo », « Vayet », respectivement. Chacun de ces versets comporte 72 lettres, et lorsqu'ils sont combinés, ils forment 72 noms.
Le Sefer Yetzira explique que la création du monde fut réalisée par manipulation des quatre lettres formant le Tétragramme.

## Lois sur l'écriture des noms divins
Selon la tradition juive, le caractère sacré des noms divins doit être reconnu par le sofer, le scribe professionnel qui retranscrit les Écritures et les fragments insérés dans les tefillin et les mezouzot. Avant d'écrire l'un des noms, il se prépare mentalement à les sanctifier. Une fois la transcription commencée, il ne s'interrompt pas, même pour saluer un roi. S'il commet une erreur, il ne peut effacer le nom, mais doit l'entourer d'une ligne signifiant que le travail est annulé, et placer la page entière dans une gueniza (endroit où l'on place les Textes sacrés devenus p'soulim, impropres à l'usage). Une nouvelle page est commencée.

### La tradition des sept noms divins
Tous les noms ne nécessitent pas ces soins. Selon la tradition, il y en a sept : El, Elohim, Adonaï, YHWH, Ehyeh Asher Ehyeh, Shaddaï et Tzevaot.
Cependant, Rabbi Yosse considérait Tzevaot comme un nom commun (Soferim 4:1; Yer. R. H. 1:1; Av. R. N. 34), et Rabbi Ishmaël estimait que même Elohim était un nom commun (Sanh. 66a). 
Tous les autres noms, comme Miséricordieux, Gracieux, etc. représentent seulement des attributs, également communs aux êtres humains (Sheb. 35a).
Beaucoup de Juifs n'écrivent jamais le nom de Dieu sur papier (sur ordinateur, c'est plus ou moins autorisé, voir les responses de rabbins à ce sujet), ni ne le prononcent, afin d'éviter de le profaner. Ils disent « Hashem », « Lui », ou simplement « Dieu ». En Israël, Elohim, dont « Dieu » est la traduction consacrée, se prononce informellement, mais en diaspora, le terme Dieu existant, on préfère prononcer Elokim si on ne prie pas.